# Gagea longiscapa
Gagea longiscapa är en liljeväxtart som beskrevs av Aleksandr Alfonsovitj Grossgejm. Gagea longiscapa ingår i Vårlökssläktet och i familjen liljeväxter. Inga underarter finns listade.